# Valparaíso (Caquetá)
Valparaíso è un comune della Colombia facente parte del dipartimento di Caquetá.
Il centro abitato venne fondato da Guillermo Rodríguez, mentre l'istituzione del comune è del 1981.